# Taxco el Viejo
Taxco el Viejo es una localidad del estado mexicano de Guerrero. Es parte del municipio de Taxco de Alarcón.

## Toponimia
El nombre «Taxco» proviene de los términos en náhuatl: Tlachco, juego de pelota mesoamericano; co, locativo. Su significado es «lugar del juego de pelota». El sufijo «el viejo» es para distinguirlo de la población de Taxco de Alarcón, ubicada al norte y fundada siglos después.

## Demografía
| Gráfica de evolución demográfica |
|                                  |

| Censo | Población |
| ----- | --------- |
| 1900  | 536       |
| 1910  | 359       |
| 1921  | 321       |
| 1930  | 415       |
| 1940  | 408       |
| 1950  | 532       |
| 1960  | 912       |
| 1970  | 1 199     |
| 1980  | 1 883     |
| 1990  | 2 654     |
| 2000  | 2 725     |
| 2010  | 3 172     |
| 2020  | 3 247     |